# 1月17日
1月17日（いちがつじゅうしちにち）は、グレゴリオ暦で年始から17日目に当たり、年末まであと348日（閏年では349日）ある。

## できごと

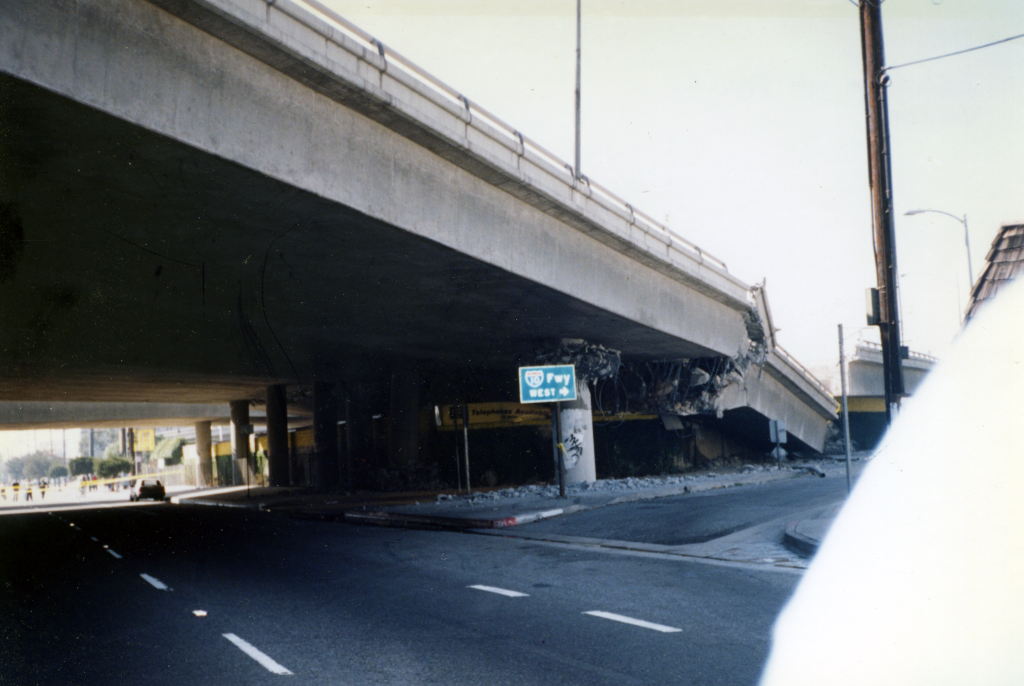
ノースリッジ地震(1994)

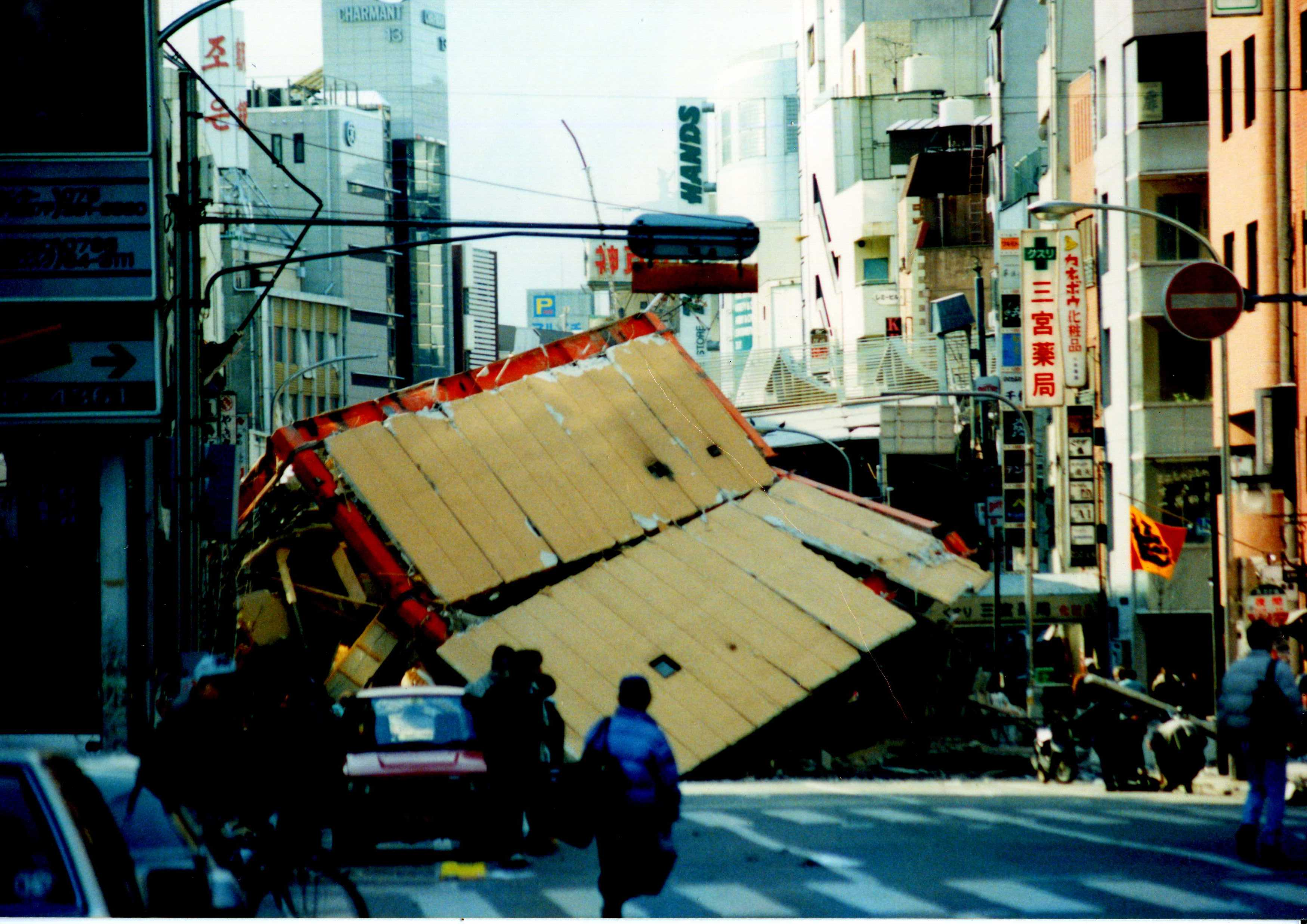
阪神・淡路大震災(1995)

- 1377年 - ローマ教皇グレゴリウス11世がアヴィニョンからローマに帰還し、アヴィニョン捕囚が終了。
- 1400年（応永6年12月21日） - 大内義弘が戦死して室町幕府方が勝利し、応永の乱が終結する。
- 1524年 - イタリアの探検家ジョバンニ・ダ・ヴェラッツァーノが北西航路発見のための航海に出発。
- 1773年 - ジェームズ・クックらがヨーロッパ人で初めて南極圏に到達。
- 1781年 - アメリカ独立戦争: カウペンスの戦い。
- 1874年 - 板垣退助・後藤象二郎らが日本政府に民撰議院設立建白書を提出。
- 1873年 - モードック戦争: 最初の砦の戦い（英語版）。
- 1873年 - 地質学者で鉱山技師のベンジャミン・スミス・ライマンが日本に到着。ライマンは、東京芝にあった開拓使仮学校（札幌農学校の前身）において教鞭をとった。
- 1881年 - 麹町区数寄屋橋の旧島原藩上屋敷「三楽舎」を校舎に、明治法律学校（現在の明治大学）が創立。1886年、駿河台に校舎が開設された。
- 1885年 - マフディー戦争: アブクレアの戦い。
- 1887年 - 皇后美子（のちの昭憲皇太后）が婦人の洋装を奨める思召書を伝達。
- 1893年 - ハワイ王国でアメリカ人サンフォード・ドールらが王政の廃止を宣言しハワイ臨時政府を樹立。女王リリウオカラニが退位しカメハメハ王朝が倒れる。
- 1899年 - アメリカ合衆国がウェーク島を取得。
- 1900年 - 凸版印刷創業。
- 1904年 - アントン・チェーホフの戯曲『桜の園』がモスクワ芸術座で初演[1]。
- 1908年 - 北海道新夕張炭鉱でガス爆発。死者91人、負傷者21人[2]。
- 1912年 - イギリスのロバート・スコットらが南極点に到達。ロアール・アムンセンの南極点到達の約1か月後。
- 1917年 - アメリカ合衆国がデンマークからヴァージン諸島を2,500万ドルで買収。
- 1920年 - ワシントンD.C.アナスコティアにある海軍飛行場から、海軍省が娯楽音楽放送 NOF をはじめた。国営放送の嚆矢。
- 1927年 - 日本ゼネラル・モータース設立。
- 1929年 - エルジー・クリスラー・シーガーの新聞漫画『シンプル・シアター』でポパイが初登場。
- 1943年 - 戦費捻出のためタバコの大幅値上げが実施される。金鵄（ゴールデンバット）が1.5倍に値上がりした様は、唱歌「紀元二千六百年」の替え歌「金鵄あがって15銭」として広まった[3]。
- 1945年 - 第二次世界大戦・ヴィスワ＝オーデル攻勢: ソ連赤軍が、ドイツ占領下のポーランドの首都ワルシャワを解放。
- 1945年 - ハンガリー駐在のスウェーデン外交官ラウル・ワレンバーグがソ連軍司令部へ向かったのを最後に失跡。
- 1946年 - 国連安全保障理事会が初会合。
- 1948年 - 国鉄C62形蒸気機関車1号機が落成。
- 1951年 - 神戸洋服商殺人事件。
- 1955年 - アメリカ海軍の原子力潜水艦ノーチラスが、史上初となる原子力による航行を行う[4]。
- 1961年 - ドワイト・D・アイゼンハワー米大統領が退任演説の中で軍産複合体が国家に及ぼす影響力について警告。
- 1961年 - カタンガ国内に連行されたコンゴ共和国（コンゴ・レオポルドヴィル）の前首相パトリス・ルムンバが処刑[5]。
- 1961年 - 神奈川県横浜市戸塚区の秋葉踏切で、ダンプカーと東海道本線上り電車が衝突して脱線。そこへ横須賀線下り電車が侵入して脱線車両と衝突する二重衝突事故が発生。乗員乗客9人が死亡、13名が重傷、83人軽傷[6]。
- 1966年 - 水素爆弾を搭載したアメリカ空軍のB-52爆撃機がスペインのパロマレス沖でKC-135空中給油機と衝突、水爆を搭載したまま墜落。（パロマレス米軍機墜落事故）
- 1968年 - 佐世保エンタープライズ寄港阻止闘争: 佐世保市で原子力空母エンタープライズ寄港阻止の全学連学生が警官隊と衝突。
- 1971年 - 精進湖で氷が割れ、スケート客9人が死亡。
- 1973年 - フィリピンのマルコス大統領によって、自身が大統領と首相を兼任することを認める新憲法を発布。同時に戒厳令の無期限延長を発表。
- 1973年 - 伊豆箱根鉄道大雄山線小田原駅で上り電車が止まり切れず、車止めを乗り越えホームに達する事故。50人が重軽傷[7]。
- 1975年 - フランスで前年に成立したヴェイユ法が施行され、人工妊娠中絶が合法化される。
- 1977年 - 死刑執行が停止されていたユタ州で、「死刑にされる権利」を要求していたゲイリー・ギルモアが本人の希望どおり処刑される。
- 1978年 - NHKのテレビ番組が日本初の電波ジャックを受ける。東京都練馬区、世田谷区、渋谷区一帯で正午のニュース番組開始に合わせ、過激派の主張が流された[8]。
- 1979年 - イラン革命: ルーホッラー・ホメイニーがイスラム革命評議会臨時政府の樹立をパリで発表。
- 1979年 - 第二次オイルショック。国際石油資本が日本への原油の供給量の削減を通告。
- 1988年 - しまなみ海道途中、愛媛県今治市の伯方島と大島を結ぶ伯方・大島大橋開通が開通。
- 1991年 - 多国籍軍のイラク空爆（砂漠の嵐作戦）開始により湾岸戦争が勃発。
- 1991年 - オーラヴ5世の崩御によりハーラル5世がノルウェー国王に即位。
- 1993年 - 陸上自衛隊にミサイル部隊が発足。
- 1994年 - ロサンゼルスでマグニチュード6.8の地震が発生。（ノースリッジ地震）
- 1994年 - 上飯田連絡線設立。
- 1995年 - 阪神・淡路大震災: 午前5時46分に兵庫県南部でマグニチュード7.3の地震が発生（兵庫県南部地震）、京阪神に大きな被害が出る。
- 1996年 - チェコが欧州連合 (EU) への加盟を申請。
- 2002年 - コンゴ民主共和国東部のニーラゴンゴ山が噴火。45人が死亡し、近隣住民約35万人が避難。
- 2006年 - ライブドア・ショック。前日のライブドア本社などへの強制捜査を受け、ライブドア関連の株価が大幅に下落。
- 2008年 - ブリティッシュ・エアウェイズ38便事故。
- 2011年 - 新幹線総合システムがダイヤの変更作業中に障害が発生し、東北・上越・山形・秋田・長野の各新幹線の全列車が1時間15分にわたって不通になる。
- 2014年 - タイ反政府デモで爆発物がデモ隊に投げ込まれ男性1人が死亡し40人が死傷する。13日に「バンコク封鎖」が始まって以来、デモ関係で初の死者となった。
- 2018年 - 北里大病院が、就業規則で医師の勤務時間を定めていないなどとして、相模原労働基準監督署から労働基準法違反で是正勧告を受けたと公表[9]。
- 2019年 - 日立製作所が、英西部ウェールズで計画してきた原発建設を凍結し、事業を中断すると発表[10][11]。
- 2020年 - 山口県の住民が、四国電力伊方原子力発電所3号機の運転差し止めを求めた仮処分申請の即時抗告審で、広島高等裁判所は、原発付近に活断層がないとした四電の調査は不十分として、原発の運転を差し止める決定を下す[12]。

## 誕生日

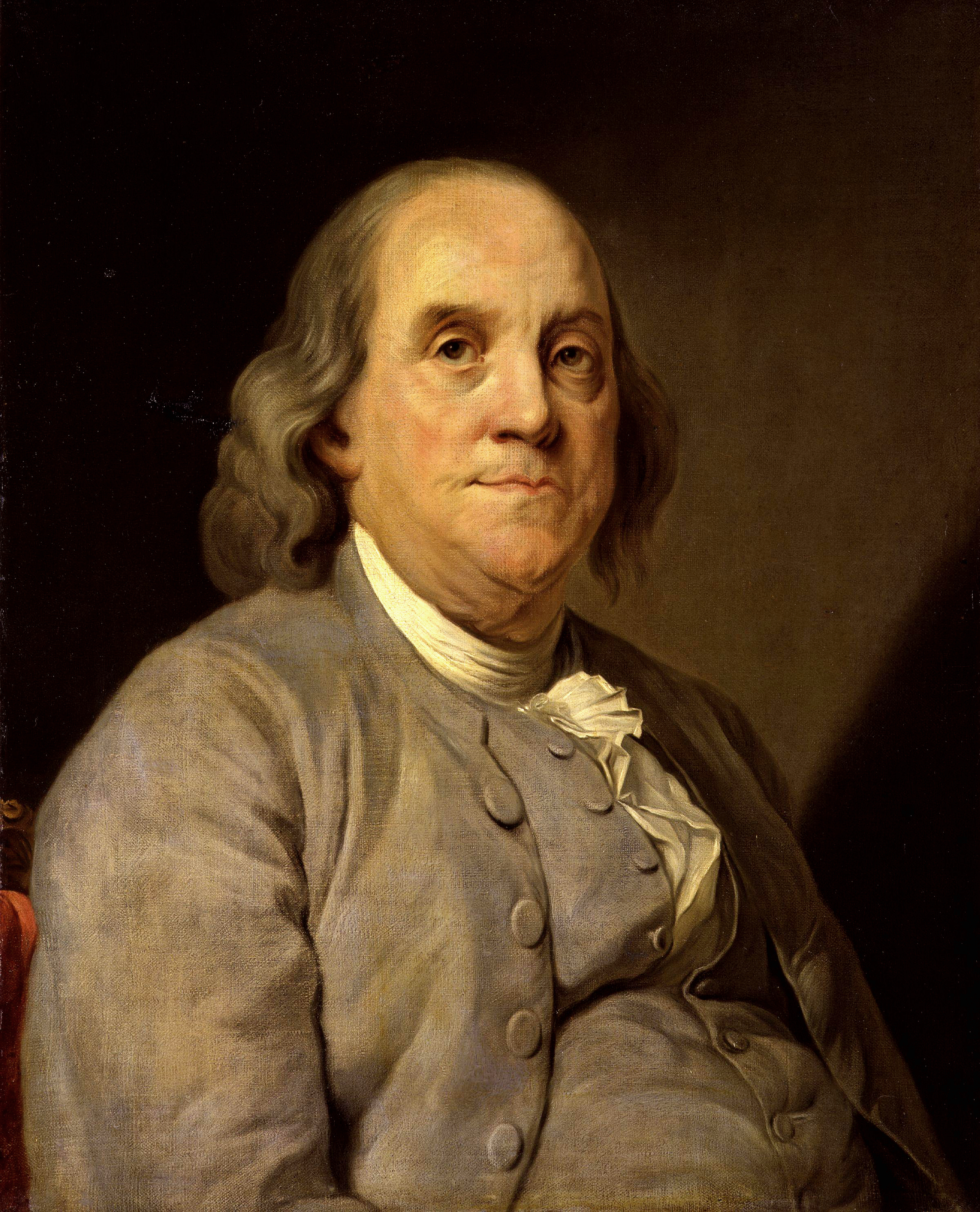
アメリカの政治家ベンジャミン・フランクリン(1706-1790)誕生。

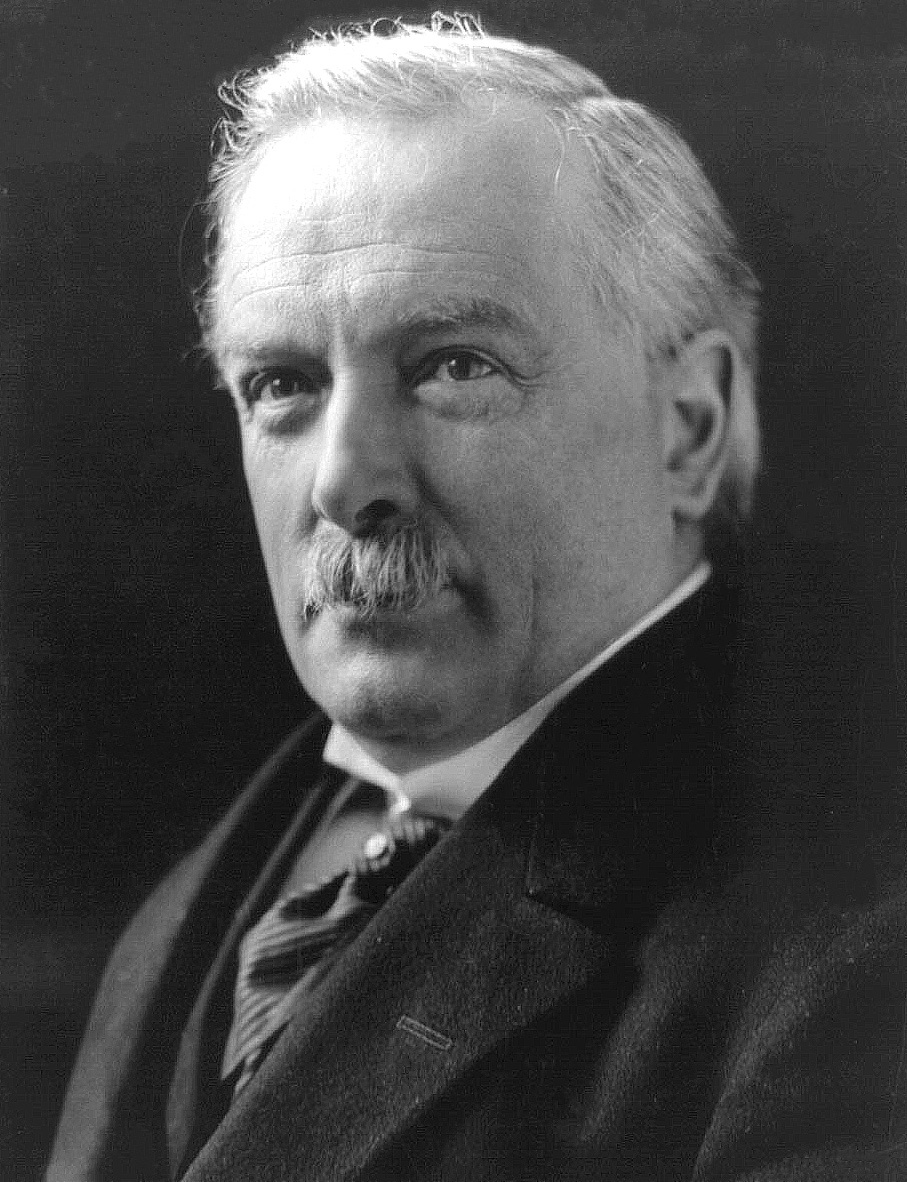
第一次世界大戦時のイギリス首相デビッド・ロイド・ジョージ(1863-1945)誕生。

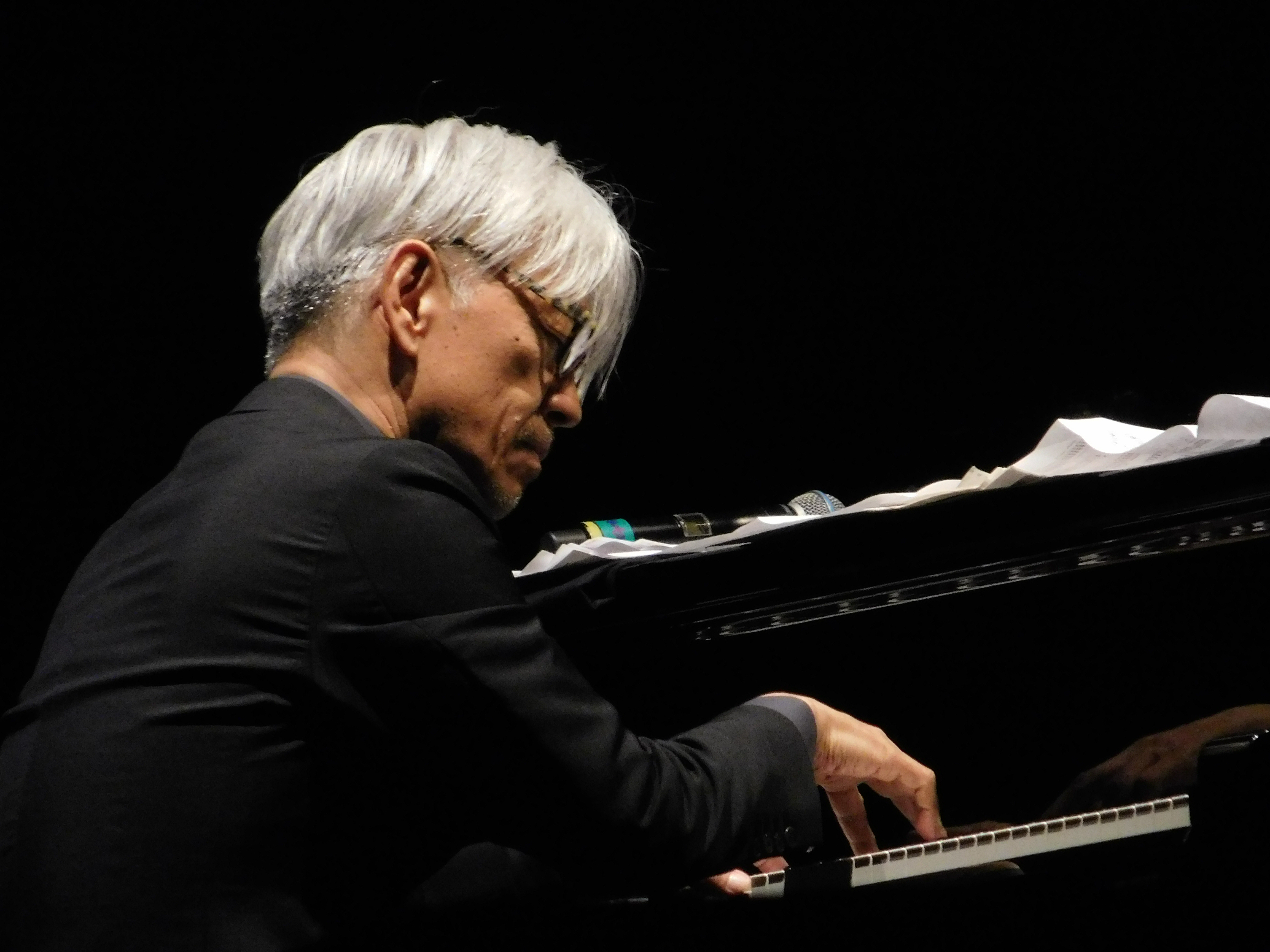
ミュージシャン、坂本龍一(1952-2023)誕生。

- 1504年 - ピウス5世、ローマ教皇（+ 1572年）
- 1560年 - ギャスパール・ボアン、植物学者（+ 1624年）
- 1600年 - ペドロ・カルデロン・デ・ラ・バルカ、劇作家、詩人（+ 1681年）
- 1701年（慶長5年12月13日） - 相良頼寛、肥後国人吉藩主（+ 1667年）
- 1612年 - トーマス・フェアファクス、軍指揮官（+ 1671年）
- 1703年（元禄15年12月1日） - 島津忠雅、日向国佐土原藩主（+ 1784年）
- 1706年 - ベンジャミン・フランクリン、政治家、物理学者（+ 1790年）
- 1732年 - スタニスワフ・アウグスト・ポニャトフスキ、ポーランド・リトアニア王（+ 1798年）
- 1734年 - フランソワ＝ジョセフ・ゴセック、作曲家（+ 1829年）
- 1771年 - チャールズ・ブロックデン・ブラウン、小説家（+ 1810年）
- 1774年（安永5年12月6日） - 島津斉宣、薩摩国鹿児島藩主（+ 1841年）
- 1811年 - ノートン1世、アメリカ合衆国初代皇帝（+ 1880年）
- 1814年 - ジェイムズ・コクラン・ドビン、第22代アメリカ合衆国海軍長官（+ 1857年）
- 1820年 - アン・ブロンテ、小説家（+ 1849年）
- 1834年 - アウグスト・ヴァイスマン、動物学者、遺伝学者（+ 1914年）
- 1859年（安政5年12月14日） - 小金井良精、解剖学者、人類学者（+ 1944年）
- 1860年 - ダグラス・ハイド、政治家、初代アイルランド大統領（+ 1949年）
- 1863年 - デビッド・ロイド・ジョージ、政治家、イギリス首相（+ 1945年）
- 1863年（ロシア暦1月5日） - コンスタンチン・スタニスラフスキー、俳優、演出家、演劇理論家（+ 1938年）
- 1866年（慶応元年12月1日） - 松方幸次郎、実業家（+ 1950年）
- 1880年 - マック・セネット、映画プロデューサー、映画監督、俳優（+ 1960年）
- 1881年 - アルフレッド・ラドクリフ＝ブラウン、社会人類学者、文化人類学者（+ 1955年）
- 1885年 - 大杉栄、アナキスト（+ 1923年）
- 1888年 - 益谷秀次、政治家（+ 1973年）
- 1890年 - ルイス・サントップ、プロ野球選手（+ 1942年）
- 1891年 - 田中武雄、官僚（+ 1966年）
- 1894年 - 鈴木義男、法学者、政治家（+ 1963年）
- 1897年 - 後藤得三、能楽師（+ 1991年）
- 1899年 - ネヴィル・シュート、小説家（+ 1960年）
- 1899年 - 菊原初子、三味線奏者、箏曲家（+ 2001年）
- 1900年 - 長谷川海太郎（牧逸馬、林不忘、谷讓次）、小説家（+ 1935年）
- 1900年 - 細川隆元、政治評論家（+ 1994年）
- 1905年 - 河野広道、昆虫学者、考古学者（+ 1963年）
- 1906年 - ギジェルモ・スタービレ、サッカー選手、指導者（+ 1966年）
- 1907年 - 西村孝次、英文学者、文芸評論家（+ 2004年）
- 1908年 - カス・ダマト、ボクシングトレーナー（+ 1985年）
- 1911年 - ジョージ・スティグラー、経済学者（+ 1991年）
- 1912年 - 上村千一郎、政治家、第10代環境庁長官（+ 1991年）
- 1913年 - 和田義三、漫画家（+ 1990年）
- 1914年 - 山田伸三、ノルディック複合、クロスカントリースキー選手（+ 2000年）
- 1914年 - 川本泰三、元サッカー選手、指導者（+ 1985年）
- 1914年 - 石原繁三、元プロ野球選手（+ 1946年）
- 1917年 - 谷よしの、女優（＋ 2006年）
- 1917年 - 三浦光子、女優（+ 1969年）
- 1918年 - 露原千草、女優（＋ 2004年）
- 1921年 - 糸居五郎、アナウンサー、ディスクジョッキー（+ 1984年）
- 1922年 - 吉田耕造、海洋物理学者（+ 1978年）
- 1923年 - コラド・ベーム、計算機科学者（+ 2017年）
- 1926年 - モイラ・シアラー、女優、バレエダンサー（+ 2006年）
- 1927年 - 中村稔、詩人
- 1928年 - ヴィダル・サスーン、美容師（+ 2012年）
- 1929年 - 村田英雄、歌手（+ 2002年）
- 1930年 - 阿井美千子、女優、元宝塚歌劇団
- 1931年 - 藤本孝雄、政治家
- 1931年 - ジェームズ・アール・ジョーンズ、俳優（+ 2024年）
- 1931年 - 板橋敏雄、実業家、元板橋通商社長、元足利ケーブルテレビ（現わたらせテレビ）社長（+ 2019年）
- 1931年 - ドン・ジマー、元プロ野球選手、監督（+ 2014年）
- 1932年 - 篠原有司男、美術家
- 1932年 - 杉山義法、脚本家（+ 2004年）
- 1933年 - 棚橋泰、官僚、実業家、元JR貨物社長
- 1933年 - ダリダ、歌手、女優（+ 1987年）
- 1935年 - 高城高、小説家、元新聞記者
- 1935年 - 山泉和子、卓球選手、世界卓球殿堂（+ 2024年）
- 1935年 - 大久保清、元死刑囚（+ 1976年）
- 1937年 - アラン・バディウ、哲学者
- 1938年 - 山本昌平、俳優、声優、ナレーター（+ 2019年）
- 1939年 - 寺内タケシ、ミュージシャン（+ 2021年）
- 1940年 - 三木敏彦、俳優、声優
- 1940年 - 松本昌親、政治家、元大阪府南河内郡千早赤阪村村長
- 1940年 - 中野尚弘、バレーボール選手、指導者（+ 2021年）
- 1940年 - タバレ・バスケス、政治家、医者（+ 2020年）
- 1942年 - モハメド・アリ、プロボクサー（+ 2016年）
- 1943年 - 宮史郎、歌手（+ 2012年）
- 1944年 - 猪口孝、国際政治学者（+ 2024年）
- 1944年 - フランソワーズ・アルディ、シンガーソングライター（+ 2024年）
- 1944年 - 樫村千秋、政治家、元茨城県日立市長（+ 2016年）
- 1945年 - 海野道郎、社会学者、東北大学名誉教授、元宮城学院女子大学学長
- 1945年 - 吉田勝彦、元プロ野球選手
- 1946年 - 山口喜司、元プロ野球選手
- 1947年 - 吉岡一男、天文学者
- 1947年 - 加藤主税、言語学者
- 1948年 - ミック・テイラー、ギタリスト（元ローリング・ストーンズ）
- 1948年 - アンヌ・ケフェレック、ピアニスト
- 1949年 - アンディ・カウフマン、コメディアン、俳優（+ 1984年）
- 1949年 - パトリック・ペラ、フィギュアスケート選手
- 1950年 - 遠藤利明、政治家
- 1950年 - 高橋信雄、ゴルファー
- 1951年 - 高橋二雄、外交官
- 1952年 - 小池正勝、政治家、元徳島県徳島市長
- 1952年 - 坂本龍一、作曲家、ミュージシャン（+ 2023年）
- 1952年 - ダレル・ポーター、元プロ野球選手（+ 2002年）
- 1953年 - 南井克巳、騎手、調教師
- 1953年 - 濱田金吾、ミュージシャン
- 1953年 - ジェフ・バーリン、ベーシスト
- 1954年 - ロバート・ケネディ・ジュニア、政治家、弁護士
- 1955年 - 小山茉美[13]、声優
- 1956年 - ポール・ヤング、歌手
- 1957年 - 川畑幸一、空手家
- 1957年 - 野村邦丸、アナウンサー
- 1957年 - 横山秀夫、小説家
- 1957年 - 滝本太郎、弁護士
- 1958年 - 田中雅美、小説家
- 1958年 - 向井正雄、指揮者
- 1958年 - 中本伸一、ゲームクリエーター
- 1959年 - 山口百恵、元歌手、元女優
- 1959年 - ファビオ・ルイージ、指揮者
- 1960年 - 日浦孝則、歌手（元class）
- 1961年 - 泰葉、シンガーソングライター、タレント、プロデューサー、プロレスラー
- 1962年 - 福島敦子、アナウンサー
- 1962年 - 安住淳、政治家
- 1962年 - ジム・キャリー、俳優
- 1963年 - 五十嵐公太、ドラマー（元JUDY AND MARYなど）
- 1963年 - 藤波晟、俳優
- 1963年 - 谷田川元、政治家
- 1963年 - 村山早紀、児童文学作家
- 1964年 - 福澤克雄、演出家、映画監督
- 1964年 - ミシェル・オバマ、法律家
- 1965年 - 五十嵐一生、ジャズトランペット奏者、作曲家、編曲家
- 1965年 - 青木美枝、元アナウンサー
- 1965年 - 西俊児、元プロ野球選手
- 1966年 - 森川ジョージ、漫画家
- 1966年 - 小島伸幸、元プロサッカー選手、指導者
- 1966年 - ゲーリー・グッドリッジ、格闘家
- 1967年 - ららさくら、女優、タレント
- 1967年 - 草薙仁、俳優
- 1968年 - 瀬名秀明、SF作家
- 1968年 - 橋本一、映画監督
- 1969年 - 大江恵、ジャズ歌手、シンガーソングライター、ナレーター
- 1969年 - 安芸ノ州法光、元大相撲力士
- 1969年 - ティエスト、DJ、音楽プロデューサー
- 1970年 - 望月成晃、プロレスラー
- 1970年 - スティーブ・アシェイム、ミュージシャン（ディーサイド）
- 1971年 - 工藤夕貴、女優
- 1971年 - キッド・ロック、歌手
- 1972年 - 平井堅、シンガーソングライター
- 1972年 - 高橋英行、政治家
- 1972年 - 康輝、アナウンサー
- 1973年 - りょう、女優
- 1973年 - 阿保剛、作曲家
- 1973年 - クアウテモク・ブランコ、サッカー選手
- 1975年 - 神宮寺太郎、俳優、タレント
- 1975年 - 小林千香子、元女優
- 1975年 - スクエアプッシャー、テクノミュージシャン
- 1976年 - 川幡由佳、タレント
- 1976年 - 安壮富士清也、元大相撲力士
- 1977年 - 多田慎也、シンガーソングライター、作詞家、作曲家、音楽プロデューサー
- 1977年 - ダンテ・カーヴァー、俳優、タレント
- 1978年 - 鷲尾英彰、俳優
- 1978年 - 金子貴俊、俳優
- 1978年 - 屋敷紘子、女優
- 1978年 - 鈴平ひろ、原画家、イラストレーター
- 1979年 - 上野雅恵、柔道選手
- 1979年 - 西谷岳文、競輪選手、元ショートトラックスピードスケート選手
- 1979年 - 川田亜子、元アナウンサー（+ 2008年）
- 1980年 - 岩澤宏樹、映像作家、映画監督
- 1980年 - ズーイー・デシャネル、女優、歌手
- 1981年 - 前田有紀、フラワーアーティスト、元アナウンサー
- 1981年 - アンドレイ・ハラモフ、オリエンテーリング選手
- 1981年 - 宮崎謙介、元政治家、タレント
- 1981年 - 山内健司、お笑い芸人（かまいたち）
- 1982年 - 伊藤芽衣、タレント
- 1982年 - ドウェイン・ウェイド、バスケットボール選手
- 1983年 - 崔真淑、エコノミスト、実業家
- 1983年 - アルバロ・アルベロア、サッカー選手
- 1983年 - ブラディミール・バニョス、野球選手
- 1984年 - 池田一真、お笑い芸人（しずる）
- 1984年 - カルヴィン・ハリス、シンガーソングライター、DJ
- 1985年 - 小坂りゆ、歌手
- 1985年 - 藤田征樹、トライアスロン選手、自転車競技選手
- 1985年 - ヘリム・パク、ファッションモデル
- 1985年 - チャド・ベック、元プロ野球選手
- 1986年 - 長谷部優、女優、グラビアアイドル、歌手（元dream）
- 1987年 - 陽岱鋼、プロ野球選手
- 1987年 - 金智勲、プロボクサー
- 1987年 - タナー・シェパーズ、元プロ野球選手
- 1987年 - ジェフ・ベリボー、元プロ野球選手
- 1987年 - コディ・デッカー、元プロ野球選手
- 1988年 - 高尾健太、元プロ野球選手
- 1988年 - 細谷圭、元プロ野球選手
- 1988年 - 出水ぽすか、漫画家、イラストレーター
- 1989年 - 武田訓佳、タレント
- 1989年 - ケリー・マリー・トラン、女優
- 1989年 - 張莉、陸上競技選手
- 1990年 - 松村香織、タレント（元SKE48）
- 1990年 - 高橋あゆみ、女優
- 1990年 - きったん、お笑いタレント
- 1990年 - 都成竜馬、将棋棋士
- 1990年 - 渡部仁、ハンドボール選手
- 1990年 - 張成宇、プロ野球選手
- 1991年 - 高山睦美、フィギュアスケート選手
- 1991年 - 愛音まひろ、元AV女優
- 1991年 - トレバー・バウアー、プロ野球選手
- 1992年 - 吉田えり、野球選手
- 1992年 - 荒井蛍、元プロ野球選手
- 1992年 - 染谷有香、タレント、グラビアアイドル
- 1993年 - 大橋篤、元プロレスラー
- 1994年 - 上田麗奈[14]、声優
- 1994年 - 高橋龍介、アナウンサー
- 1994年 - 深田彩加、ハンドボール選手
- 1995年 - 照強翔輝、元大相撲力士
- 1995年 - 佐藤流司、俳優
- 1996年 - Tohji、ラッパー
- 1997年 - 五十嵐未帆、レスリング選手
- 1997年 - 八百板卓丸、元プロ野球選手
- 1998年 - 勧修寺玲旺、ラッパー、元俳優
- 1998年 - きいた、YouTuber (バンカラジオ)
- 1999年 - 外薗葉月、アイドル（元HKT48）
- 1999年 - 宮﨑菜々、アイドル（LINKL PLANET）
- 1999年 - 橋爪愛、ファッションモデル
- 1999年 - 軍司泰斗、キックボクサー、元K-1 WORLD GPフェザー級王者、元Krushバンタム級王者
- 2000年 - 内山あみ、タレント
- 2000年 - 坂本かや、プロボウラー
- 2001年 - 松風理咲、女優
- 2004年 - 田中怜利ハモンド、プロ野球選手
- 2006年 - 蓬莱舞、グラビアアイドル
- 2008年 - 園部八奏、テニス選手
- 生年不詳 - 葵井歌菜[15]、声優
- 生年不詳 - 間瀬愛季、声優、俳優
- 生年不詳 - 稲瀬信也、漫画家
- 生年不詳 - 久世岳、漫画家
- 生年不詳 - 黒瀬浩介、漫画家
- 生年不詳 - 藤井みつる、漫画家
- 生年不詳 - 水野英多、漫画家
- 生年不詳 - JET、漫画家

## 忌日

### 人物

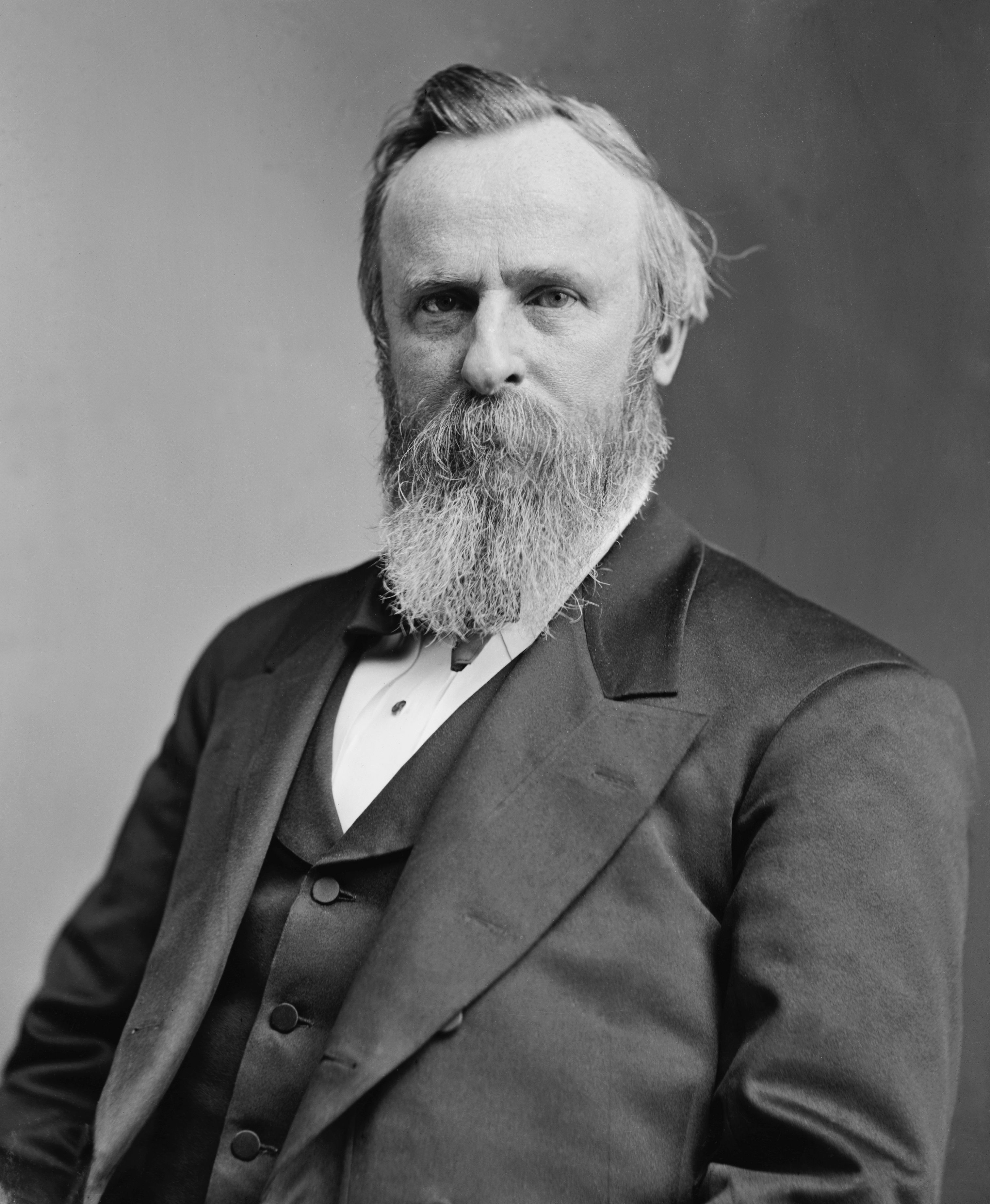
第19代アメリカ合衆国大統領ラザフォード・ヘイズ(1822-1893)没。米国大統領として初めてホワイトハウスで就任の宣誓をした。

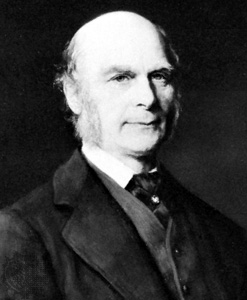
英国の遺伝学者、統計学者、優生学者フランシス・ゴルトン(1822-1911)没。ダーウィンの従弟で指紋の研究でも知られる。

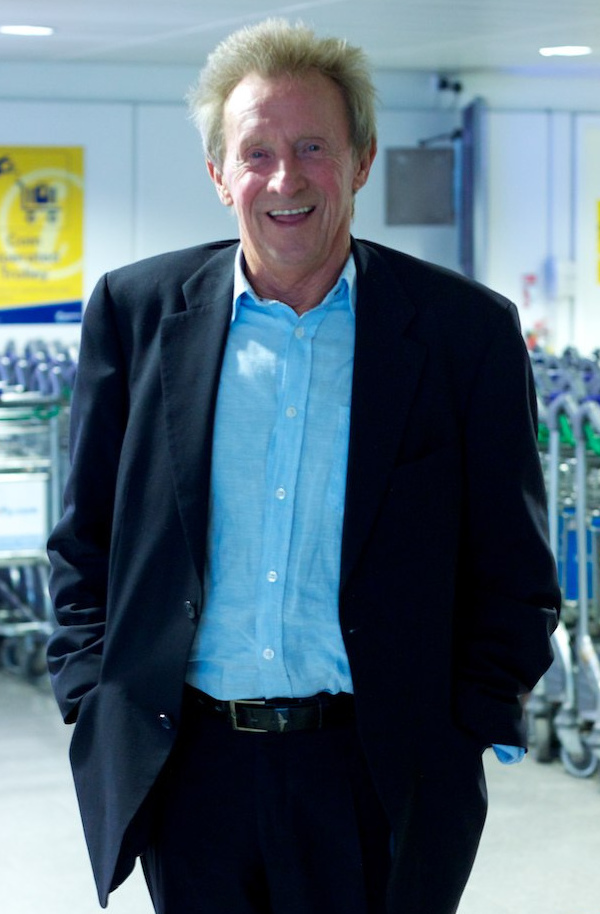
サッカー選手、指導者デニス・ロー(1940-2025)没。スコットランド人初のバロンドール受賞者。マンUでは、ボビー・チャールトン、ジョージ・ベストらと共に、クラブの黄金期を築いた。

- 395年 - テオドシウス1世、ローマ帝国皇帝（* 347年）
- 790年（延暦8年12月28日） - 高野新笠、光仁天皇の大夫人
- 1400年（応永6年12月21日） - 大内義弘、守護大名（* 1356年）
- 1468年 - スカンデルベグ、中世アルバニアの君主（* 1405年）
- 1654年 - パウルス・ポッテル、画家（* 1625年）
- 1686年 - カルロ・ドルチ、画家（* 1616年）
- 1689年 - ペドロ・アタナシオ・ボカネグラ（スペイン語版）、画家（* 1638年）
- 1705年 - ジョン・レイ、博物学者（* 1627年)
- 1706年 - フィリップ・ペーター・ロース（ドイツ語版）、画家（* 1657年)
- 1736年 - ダニエル・ペッペルマン、建築家、都市計画家（* 1662年)
- 1743年 - ギヨーム・イヤサント・ブージャン（フランス語版）、イエズス会の司祭、作家、劇作家（* 1690年)
- 1751年 - トマゾ・アルビノーニ、作曲家（* 1671年）
- 1775年 - ヴィンチェンツォ・リッカティ（英語版）、カトリックの司祭、数学者、物理学者（* 1707年）
- 1784年（天明3年12月25日） - 与謝蕪村、俳人、画家（* 1716年）
- 1799年（寛政10年12月12日） - 朱楽菅江、戯作者、狂歌師（* 1740年）
- 1805年 - アブラアム＝ヤサント・アンクティル＝デュペロン、東洋学者、インド学者（* 1731年）
- 1815年 - ジョヴァンニ・バティスタ・モンテッジャ（イタリア語版）、外科医（* 1762年）
- 1823年 - ツァハリアス・ヴェルナー（英語版）、詩人、劇作家、説教者（* 1768年）
- 1826年 - ホアン・クリソストモ・アリアーガ、作曲家（* 1806年）
- 1833年 - ウィリアム・ラッシュ（英語版）、彫刻家（* 1756年）
- 1834年 - ジョヴァンニ・アルディーニ（英語版）、医師、物理学者
- 1882年 - シャルル・ブラン、美術批評家、美術史家（* 1813年）
- 1884年 - ヘルマン・シュレーゲル、鳥類学者、動物学者（* 1804年）
- 1886年 - アミルカレ・ポンキエッリ、作曲家（* 1834年）
- 1886年 - ポール・ボードリー、画家（* 1828年）
- 1893年 - ラザフォード・B・ヘイズ、政治家、第19代アメリカ合衆国大統領（* 1822年）
- 1901年 - フレデリック・ウィリアム・ヘンリー・マイヤース、古典文学者、詩人（* 1843年）
- 1910年 - フリードリッヒ・コールラウシュ、物理学者（* 1840年）
- 1911年 - フランシス・ゴルトン、遺伝学者、統計学者、優生学者（* 1822年）
- 1916年 - マリー・ブラックモン、画家（* 1840年）
- 1923年 - 板倉勝宣、登山家（* 1897年）
- 1927年 - マーカス・サミュエル、実業家（* 1853年）
- 1929年 - ジョセフ・ゴールドバーガー（英語版）、医師、疫学者（* 1874年）
- 1933年 - ルイス・カムフォート・ティファニー、宝飾デザイナー（* 1848年）
- 1935年 - 石川千代松、生物学者（* 1860年）
- 1938年 - ウィリアム・ヘンリー・ピッカリング、天文学者（* 1858年）
- 1941年 - 植村澄三郎、実業家（* 1862年）
- 1946年 - ジェニー・ニストロム（英語版）、画家、イラストレーター（* 1854年）
- 1946年 - クラレンス・アーウィン・マククラング（英語版）、生物学者（* 1870年）
- 1949年 - 嶋中雄作、出版人、雑誌編集者、元中央公論社社長（* 1887年）
- 1950年 - 波多野精一、宗教哲学者、哲学史家（* 1877年）
- 1958年 - デイヴィッド・チャップマン（英語版）、物理化学者（* 1869年）
- 1959年 - 堀口由己[16]、気象学者、海洋気象台創設者のひとり（* 1885年）
- 1961年 - 竹鶴リタ、ニッカウヰスキー創業者竹鶴政孝の妻（* 1896年）
- 1961年 - パトリス・ルムンバ、政治家（* 1925年）
- 1965年 - 河井醉茗、詩人（* 1874年）
- 1967年 - 安平鹿一、労働運動家、政治家（* 1902年）
- 1970年 - リンドレイ・マレー、テニス選手（* 1892年）
- 1971年 - フィリップ・ティス、自転車競技選手（* 1890年）
- 1973年 - タルシラ・デ・アマラル（英語版）、画家、製図家、翻訳家（* 1886年）
- 1978年 - 小沼正、右翼活動家（* 1911年）
- 1979年 - 藤井重夫、小説家（* 1916年）
- 1982年 - ヴァルラーム・シャラーモフ、小説家（* 1907年）
- 1984年 - 溝渕増巳、官僚、政治家、元高知県知事（* 1900年）
- 1984年 - 児玉誉士夫、右翼活動家（* 1911年）
- 1988年 - 清水安三、教育者、牧師、桜美林学園創立者（* 1891年）
- 1990年 - 藤沢ミつ、スーパーセンテナリアン（* 1876年）
- 1990年 - ケン・オブライエン、アニメーター（* 1915年）
- 1991年 - 白石古京、実業家、元京都新聞社社長、元京都放送社長（* 1898年）
- 1991年 - オーラヴ5世、ノルウェー国王（* 1903年）
- 1991年 - ジャコモ・マンズー、彫刻家（* 1908年）
- 1992年 - 赤坂小梅、歌手（* 1906年）
- 1992年 - 千葉英二、元プロ野球選手（* 1935年）
- 1993年 - 高良とみ、婦人運動家、政治家（* 1896年）
- 1994年 - 三宅艶子、作家、評論家（* 1912年）
- 1994年 - ヘレン・スティーヴンス、陸上競技選手、1936年ベルリン五輪金メダリスト（* 1918年）
- 1994年 - ジョルジュ・シフラ、ピアニスト（* 1921年）
- 1994年 - 関口恵造、歯科医師、政治家（* 1926年）
- 1997年 - 三石巌、物理学者（* 1901年）
- 1997年 - クライド・トンボー、天文学者（* 1906年）
- 2000年 - フィリップ・ジョーンズ、トランペット奏者（* 1928年）
- 2001年 - 若葉山貞雄、大相撲力士（* 1922年）
- 2001年 - 中村文弥、俳優、スタントマン、スーツアクター（* 1946年）
- 2002年 - カミーロ・ホセ・セラ、小説家（* 1916年）
- 2003年 - リチャード・クレンナ、俳優（* 1926年）
- 2005年 - 小林倭文、教育者、学校法人長野家政学園創設者、長野女子高等学校初代校長、長野女子短期大学初代学長（* 1907年）
- 2005年 - 趙紫陽、元中国共産党総書記、国務院総理（中華人民共和国の首相）（* 1919年）
- 2005年 - アルバート・シャッツ（英語版）、微生物学者、ストレプトマイシン発見者（* 1920年）
- 2005年 - ヴァージニア・メイヨ、女優（* 1920年）
- 2005年 - ジョージ・P・L・ウォーカー、地質学者、火山学者（* 1926年）
- 2006年 - 小川双々子、俳人（* 1922年）
- 2007年 - 安藝哲郎[17]、実業家、元東急不動産社長（* 1932年）
- 2007年 - 池江敏郎、元日本中央競馬会栗東トレーニングセンター厩務員（* 1935年）
- 2007年 - 井沢八郎、歌手（* 1937年）
- 2008年 - マドレーヌ・ミヨー（英語版）、女優（* 1902年）
- 2008年 - 新川柳作[18]、実業家、ACE創業者（* 1915年）
- 2008年 - 林義一、元プロ野球選手、監督（* 1920年）
- 2008年 - ジョン・マクヘイル（英語版）、元プロ野球選手、野球球団ゼネラルマネージャー（* 1921年）
- 2008年 - 鳥海尽三、脚本家、小説家（* 1929年）
- 2008年 - エドワード・D・ホック、推理作家（* 1930年）
- 2008年 - ボビー・フィッシャー、チェスプレーヤー、元チェス世界チャンピオン（* 1943年）
- 2008年 - カルロス（英語版）、歌手、タレント、俳優（* 1943年）
- 2008年 - 中山万里、写真家（* 1970年）
- 2009年 - エドムンド・レオポルド・ド・ロスチャイルド、銀行家、実業家、軍人（* 1916年）
- 2009年 - スザンナ・フォスター（英語版）、女優（* 1924年）
- 2009年 - アーサー・ワイスバーグ（英語版）、ファゴット奏者、指揮者、作曲家（* 1931年）
- 2010年 - 山口平四郎、地理学者、立命館大学名誉教授、元人文地理学会会長（* 1910年）
- 2010年 - ジョティ・バス（英語版）、政治家、第13代インド西ベンガル州首相（* 1914年）
- 2010年 - 小紫芳夫、実業家、元横浜倉庫会長、元日本馬主協会連合会会長（* 1927年）
- 2010年 - 藤本久徳[19]、舞台美術家、劇団四季創設者のひとり（* 1932年）
- 2010年 - 茶珎和雄、園芸学者、元大阪夕陽丘学園短期大学学長、大阪府立大学名誉教授（* 1935年）
- 2010年 - エリック・シーガル、作家、脚本家、教育者（* 1937年）
- 2010年 - 浅川マキ、歌手、作詞家、作曲家、編曲家（* 1942年）
- 2010年 - 笹原嘉弘、実業家、元アナウンサー（* 1946年）
- 2010年 - 郷里大輔、声優、俳優、ナレーター（* 1952年）
- 2010年 - 小林繁、元プロ野球選手（* 1952年）
- 2010年 - ゲインズ・アダムス、アメリカンフットボール選手（* 1983年）
- 2011年 - 亀長友義、農林官僚、政治家（* 1920年）
- 2011年 - 鎌田久子、民俗学者、成城大学名誉教授（* 1925年）
- 2011年 - 桜井眞一郎、自動車技術者、オーテックジャパン初代社長（* 1929年）
- 2012年 - 山本卓眞、実業家、コンピュータ技術者、元富士通社長（* 1925年）
- 2012年 - 山口桂三郎、美術史家、立正大学名誉教授（* 1928年）
- 2013年 - 荒木一雄、英語学者、名古屋大学名誉教授（* 1921年）
- 2013年 - 大津栄一郎、アメリカ文学者、明治学院大学名誉教授（* 1931年）
- 2013年 - ヤーコプ・アルユーニ、小説家、推理作家、劇作家（* 1964年）
- 2013年 - 長尾旬、元プロ野球選手（* 1935年）
- 2014年 - 広田慎吾、実業家、元東洋製缶会長（* 1917年）
- 2014年 - 加藤精三、声優、俳優（* 1927年）
- 2014年 - 岸本才三、ヤクザ、元海軍航空隊員（* 1928年）
- 2014年（遺体発見日） - ハリケーン照、元プロボクサー（* 1952年）
- 2014年 - 中村直、ハウス・ミュージックDJ（* 生年不詳）
- 2015年 - 工藤綏夫、哲学者、秋田大学名誉教授（* 1921年）
- 2015年 - 広田良吾、工学者、物理学者、数学者（* 1932年）
- 2015年 - 平井和正、SF作家（* 1938年）
- 2015年 - Origa、歌手（* 1970年）
- 2016年 - マイク・シャープ・ジュニア、プロレスラー（* 1951年）
- 2017年 - 岡田節人、発生生物学者、京都大学名誉教授、JT生命誌研究館名誉顧問（* 1927年）
- 2017年 - 加納時男、政治家（* 1935年）
- 2017年 - ウィリアム・マーゴールド、ポルノ男優（* 1943年）
- 2017年 - 村田省吾、政治家、元茨城県北茨城市長（* 1946年）
- 2018年 - 千葉和郎、裁判官、弁護士、元福岡高等裁判所長官、元名古屋高等裁判所長官、（* 1923年）
- 2018年 - 神山寛、俳優（* 1932年）
- 2018年 - 小西岳、物理学者、関西学院大学名誉教授、元関西エスペラント連盟委員長（* 1934年）
- 2019年 - ウジ・ヴィーゼル、チェリスト（* 1927年）
- 2019年 - 米沢富美子、理論物理学者、慶應義塾大学名誉教授（* 1938年）
- 2020年 - 黄順姫、政治家（* 1919年）
- 2020年 - 岩佐美代子、国文学者、鶴見大学名誉教授（* 1926年）
- 2020年 - 高木守道、プロ野球選手、監督（* 1941年）
- 2020年 - ピエトロ・アナスタージ、サッカー選手（* 1948年）
- 2020年 - カジェンドラ・タパ・マガル、元「世界で最も背の低い男性」（* 1992年）
- 2021年 - サミー・ネスティコ、作曲家、編曲家（* 1924年）
- 2022年 - テルマ・サトクリフ、スーパーセンテナリアン（* 1906年）
- 2022年 - ミシェル・シュボール、俳優（* 1935年）
- 2022年 - 田苅子進、政治家、元北海道士別市長（* 1938年）
- 2022年 - イヴェット・ミミュー、女優（* 1942年）
- 2022年 - アレクサンダー・ダンブル[20]、ギターアンプデザイナー、ダンブルアンプ創業者（* 1945年）
- 2022年 - 板東久美、フルート奏者（* 1958年）
- 2022年 ｰ 西川慶二、将棋棋士（* 1961年）
- 2023年 - リュシル・ランドン、修道女、スーパーセンテナリアン（* 1904年）
- 2023年 - 相川賢太郎、実業家、元三菱重工業社長（* 1927年）
- 2023年 - 石田穣一、裁判官、エッセイスト、元東京高等裁判所長官（* 1928年）
- 2023年 - ポール・ヴェキアリ、映画監督（* 1930年）
- 2023年 - 槇佐知子、古典医学研究者、作家（* 1933年）
- 2023年 - 石井紫郎、法学者、東京大学名誉教授、国際日本文化研究センター名誉教授（* 1935年）
- 2023年 - エドワード・R・プレスマン、映画プロデューサー（* 1943年）
- 2023年 - 小林守、政治家（* 1944年）
- 2023年 - レネ・ゲイヤー、歌手（* 1953年）
- 2023年 - ジェイ・ブリスコ、プロレスラー（* 1984年）
- 2024年 - 新野直吉、歴史家、秋田大学元学長・名誉教授、元秋田県立博物館館長（* 1925年）
- 2024年 - 若杉明、会計学者、横浜国立大学名誉教授（* 1929年）
- 2024年 - 山本博、弁護士、翻訳家、ワイン評論家（* 1931年）
- 2024年 - 生田滋、東南アジア史、大航海時代史、古琉球史研究者、大東文化大学名誉教授（* 1935年）
- 2024年 - デイヴィッド・L・ミルズ、計算機科学者、Network Time Protocolの開発者、デラウェア大学名誉教授（* 1938年）
- 2024年 - 小林峻一、ノンフィクション作家（* 1941年）
- 2025年 - デニス・ロー、サッカー選手（* 1940年）
- 2025年 - ポンサルマーギーン・オチルバト、政治家、初代モンゴル国大統領、初代モンゴル人民共和国大統領（* 1942年）
- 2025年 - ディディエ・ギヨーム、政治家、元モナコ公国国務大臣、元フランス共和国農業・食料主権大臣（* 1959年）

### 人物以外（動物など）
- 2021年 - クロフネ、競走馬（+ 1998年）

## 記念日・年中行事
- おむすびの日（ 日本）
JA等でつくる「ごはんを食べよう国民運動推進協議会」が2000年11月に制定し、公益社団法人米穀安定供給確保支援機構が2018年に引き継いだ記念日。阪神大震災では、ボランティアの炊き出しが被災者を大いに励ましたことから、いつまでもこの善意を忘れないために大震災の発生した日とした[21]。
- 防災とボランティアの日（ 日本）
1995年に発生した阪神・淡路大震災（兵庫県南部地震）に由来し、閣議で制定された。ボランティア活動が大きな力になったことから、災害への備えとともに、ボランティアの大切さを認識する日とされている[22]。
- ひょうご安全の日（ 日本 兵庫県）
阪神・淡路大震災の経験と教訓を継承するとともに、いつまでも忘れることなく、安全で安心な社会づくりを期する日として、兵庫県が2006年に制定。県民に減災活動の実践を呼びかけるとともに、「防災力強化県民運動」を推進。
- はだか胴上げまつり（ 日本）
新潟県糸魚川市の藤崎観音堂で、毎年行われる小正月行事。身を清め六尺ふんどしをしめた裸の若衆が、その年の厄年の人をつかまえて「サッシャゲ、サッシャゲ」のかけ声とともに堂内を歩き、天井に向かって放り上げる。
- 尾崎紅葉祭（ 日本） 
静岡県熱海市で、熱海の名を全国に知らしめた『金色夜叉』の著者尾崎紅葉をしのぶ祭りが開催される。小説で主人公の貫一と恋人のお宮が熱海海岸で泣き別れとなった日にちなみ、毎年この日に実施されている[23]。
- 国府台辻切り（ 日本）
千葉県市川市の国府台天満宮で行われる民俗行事。辻切りは、人畜に危害を与える悪霊や悪疫が村に入ってこないように村の出入り口にあたる四隅の辻を霊力で遮断してしまうことから起こった。国府台辻切りは、市内の休耕田で子どもたちが栽培した水穂のわらを使って体長約3mの大蛇を4本作り、御神酒を含ませ魂入れをし、町の四隅にある木に頭を外に向けて結びつける。大蛇は翌年まで風雨にさらされながら町内安全のため眼を光らせる。
- 聖アントニウスの聖名祝日 (イタリア、スペインなどのキリスト教諸国)
動物の守護聖人、聖アントニウスの祝日で、動物の祝福が行われる[24]。スペインの町サン・バルトロメ・デ・ピナレスでは、1月16日、前夜祭として動物を清める伝統行事「ルミナリアス」が行われる[25]。